# 吴晨 (1967年)
吴晨（1967年8月—），江苏南京人，汉族，无党派人士。中华人民共和国政治人物、第十三届全国人民代表大会北京地区代表。

## 生平
2018年2月24日，当选为第十三届全国人大代表。